# Hugo Kołłątaj
Hugo Kołłątaj, né le 1er avril 1750 à Dederkały Wielkie (actuellement en Ukraine) et mort le 28 février 1812 à Varsovie, est un prêtre, philosophe, homme politique, écrivain, théoricien et praticien de l'éducation. Cofondateur du célèbre lycée de Krzemieniec et coauteur de la Constitution du 3 mai 1791, la première constitution en Europe, il est une figure de proue des Lumières polonaises.

## Un homme au service de l’Instruction publique
Hugo Kołłątaj est né le 1er avril 1750 à Dederkały Wielkie dans une famille noble. Il fait son éducation dans une école à Pińczów, puis à l'université Jagellonne de Cracovie, où il obtient un doctorat en philosophie. Il poursuit ses études à Vienne et à Rome, où il obtient son doctorat en droit et en théologie et se fait ordonner prêtre. De retour dans le pays en 1774, il obtient la charge du chanoine de Cracovie. Il est également prêtre dans les paroisses de Pińczów et Krzyżanowice Dolne.
En 1775, il travaille pour la Commission de l’éducation nationale, la première administration publique en Europe qui soit indépendante des Églises et il devient membre de la Société pour les livres élémentaires. De 1783 jusqu’à 1786, il est recteur et réformateur de l'université Jagellonne. Il y introduit des cours sur les sciences naturelles et la littérature polonaise. Il élargit l'accès de l'université aux bourgeois.

## Réformateur de l’État
En 1787, il est nommé Rapporteur (Referendarz) de Lituanie.
Pendant les travaux de la Grande Diète (1788 -1792) auxquels il participe, il réunit autour de lui une équipe de publicistes réformateurs, connu sous le nom de Kuźnica Kołłątajowska (La Forge de Kołłątaj). En font partie, entre autres : Franciszek Ksawery Dmochowski et Franciszek Salezy Jezierski. Dans les célèbres lettres qu’il adresse au président de la Diète Stanisław Małachowski (Listy Anonima, 1788-1789) et dans Prawo polityczne narodu polskiego (Le droit politique de la nation polonaise, 1790), Kołłątaj esquisse un programme politique et sociale qui bouleverse les rapports entre les propriétaires terriens et les habitants des villes, les nobles et les bourgeois. Il est partisan d'une représentation des villes à la Diète et soutient et incite l'émancipation des bourgeois. Il participe à la rédaction des exigences des villes et à l'assemblée des représentants de Varsovie en novembre 1789. Il est un des auteurs de la Constitution polonaise proclamée le 3 mai 1791.
Après l’adoption de la constitution, il est nommé chancelier de la Couronne et fonde le parti des Amis de la Constitution (Zgromadzenie Przyjaciół Konstytucji Rządowej).
Pour ses mérites pour le pays, il reçoit d'abord l'ordre de Saint Stanislas (1786), puis en 1791, l'ordre de l'Aigle blanc.

## Un insurgé
Face à l'invasion russe, Kołłątaj est partisan de la confédération de Targowica et exhorte le roi à la rejoindre également. Cependant, voyant la réaction de la foule manifestant son opposition à Targowica, il s'échappe de Varsovie dans la nuit du 24 au 25 juillet 1792. ll se joint à l'insurrection de Kościuszko, publie de nombreux manifestes insurrectionnels comme la « Proclamation de Połaniec », mais après les massacres de Prague le 4 novembre 1794, il quitte de nouveau la capitale et cherche refuge en exil. Il se dirige vers Venise en passant par la Galice et la Hongrie. En décembre de la même année, il est arrêté et emprisonné par les Autrichiens à Przemyśl. Il passe les années suivantes à la prison d'Olomouc (jusqu'en 1802). Pendant ce temps, il travaille sur L'analyse critique des principes de l'histoire des origines de la race humaine.

## Un républicain et un philosophe
Après sa sortie de prison, il rejoint l'Association des républicains polonais. Il lui est interdit de participer à la vie publique. À partir de 1804, il est placé sous une étroite surveillance policière. En 1805 , il fonde avec Tadeusz Czacki le lycée de Krzemieniec (actuellement en Ukraine). En janvier 1807, il est arrêté et emprisonné à Moscou jusqu’en mai 1808. À sa libération, il revient à Varsovie où il lui est toujours  interdit de participer à la vie publique. Malgré cela, en 1809 il rédige un programme de reconstruction et de développement de la Pologne (Uwagi nad tą częścią ziemi polskiej, która od Traktatu Tylżyckiego zwać poczęto Księstwem Warszawskim).
En 1810, ayant rejoint l’idée des physiocrates selon laquelle il faut un équilibre entre le physique et la morale, il construit un système d’éthique et de philosophie sociale qu’il présente dans son ouvrage Porządek fizyczno-moralny (L’ordre physique et moral). Ensuite, il introduit dans la pensée polonaise le concept de l'évolution social (Rozbiór krytyczny zasad historii o początkach rodu ludzkiego, czyli racjonalistycznie pojęty wstęp do historii). Il s'est également penché sur l'histoire de l'éducation et de la culture en Pologne (Stan oświecenia w Polsce w ostatnich latach panowania Augusta III).
Il meurt dans la solitude et l’oubli le 28 février 1812 à Varsovie.
Il est enterré au cimetière de Powązki et son cœur a été emmené à l'église de Wiśniowa, où vivait son frère.

## Principales publications
Dans ses travaux, Kołłątaj aborde des sujets liés à la culture, à l'éducation et à la politique. Ses principaux postulats incluent : le renforcement du pouvoir royal en abolissant le principe du liberum veto, en limitant l'influence des magnats et en introduisant le principe de l'hérédité du trône. Il prône l'égalité des états, en souhaitait que les bourgeois aient des droits et que les paysans soient libres et que l'on abolisse les corvées.
- Do Stanisława Małachowskiego (...) Anonima listów kilka  (1788-1789) - une thèse politique sur la réforme de l'État conforme à la Constitution du 3 mai.
- Prawo polityczne narodu polskiego (1790)
- O ustanowieniu i upadku Konstytucji 3 Maja (1793)
- Uwagi nad tą częścią ziemi polskiej, która od Traktatu Tylżyckiego zwać poczęto Księstwem Warszawskim (1809)
- Rozbiór krytyczny zasad historii o początkach rodu ludzkiego, czyli racjonalistycznie pojęty wstęp do historii (L'analyse critique des principes de l'histoire des origines de la race humaine) - ouvrage en trois volumes présentant un système de géographie générale. Kołłątaj présente une approche créative de la géographie, de l'histoire et de la géologie. Il définit clairement le concept de temps géologique et son analyse des processus géologiques était novatrice et même avant Charles Lyell. La démonstration de l’influence de l’environnement sur la société a donné naissance à un nouveau champ de recherche: l’anthropogéographie.
- Stan oświecenia w Polsce w ostatnich latach panowania Augusta III
- Porządek fizyczno-moralny (1810)
- Naukowe podstawy polityki
- Miasta i mieszczanie